# St. Martin (Oberlauda)

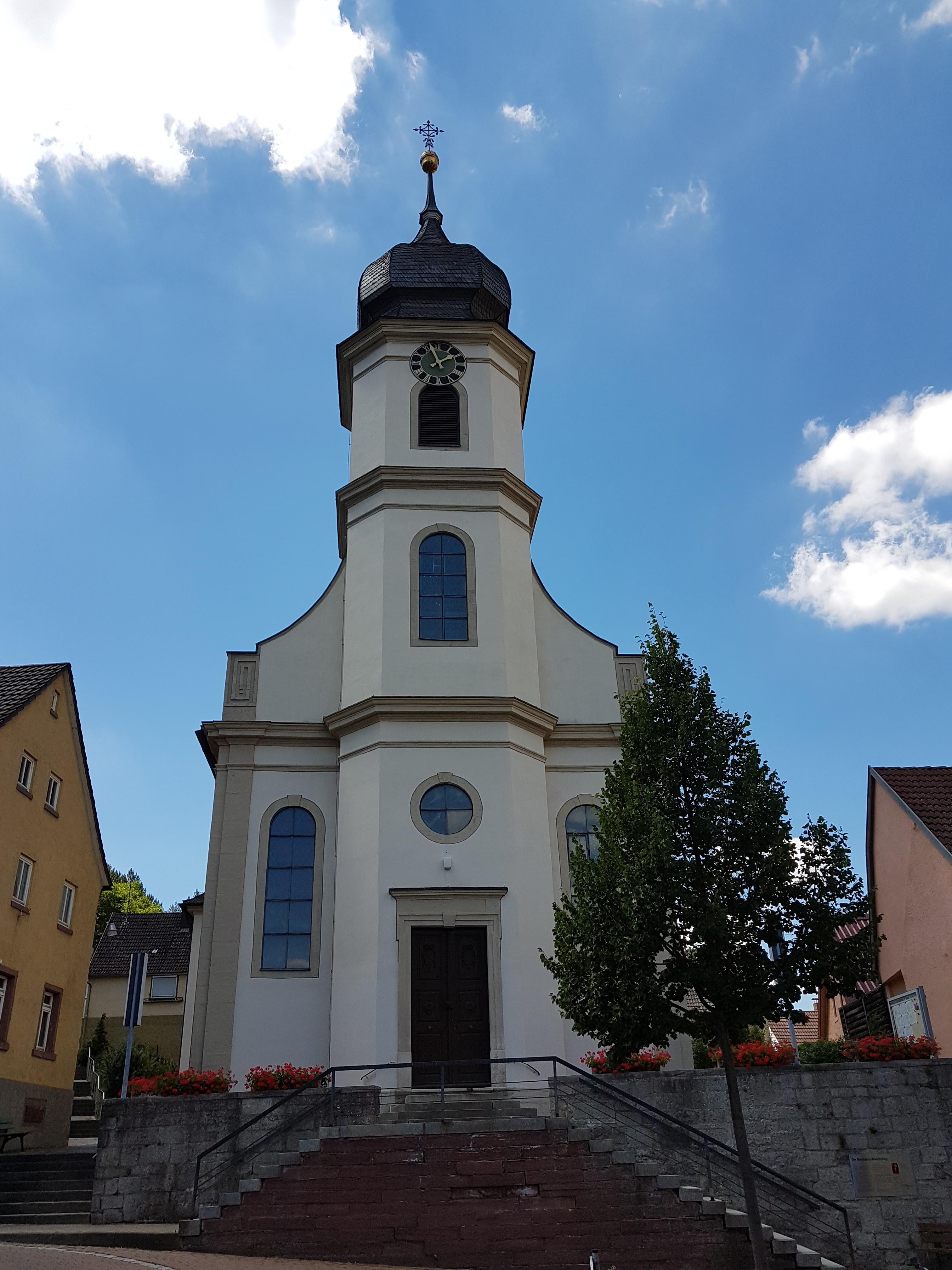
St. Martin in Oberlauda (2017)

Die römisch-katholische Barockkirche St. Martin in Oberlauda, einem Stadtteil von Lauda-Königshofen im Main-Tauber-Kreis, wurde 1791 bis 1793 nach den Plänen von Balthasar Neumann errichtet.

## Geschichte
St. Martin ist nach Überlieferung das vierte Gotteshaus dieses Patroziniums in Oberlauda. Die dem hl. Martin geweihte Kirche gehört zur Seelsorgeeinheit Lauda-Königshofen, die seit einer Dekanatsreform am 1. Januar 2008 dem Dekanat Tauberbischofsheim des Erzbistums Freiburg zugeordnet ist.

## Kirchenbau

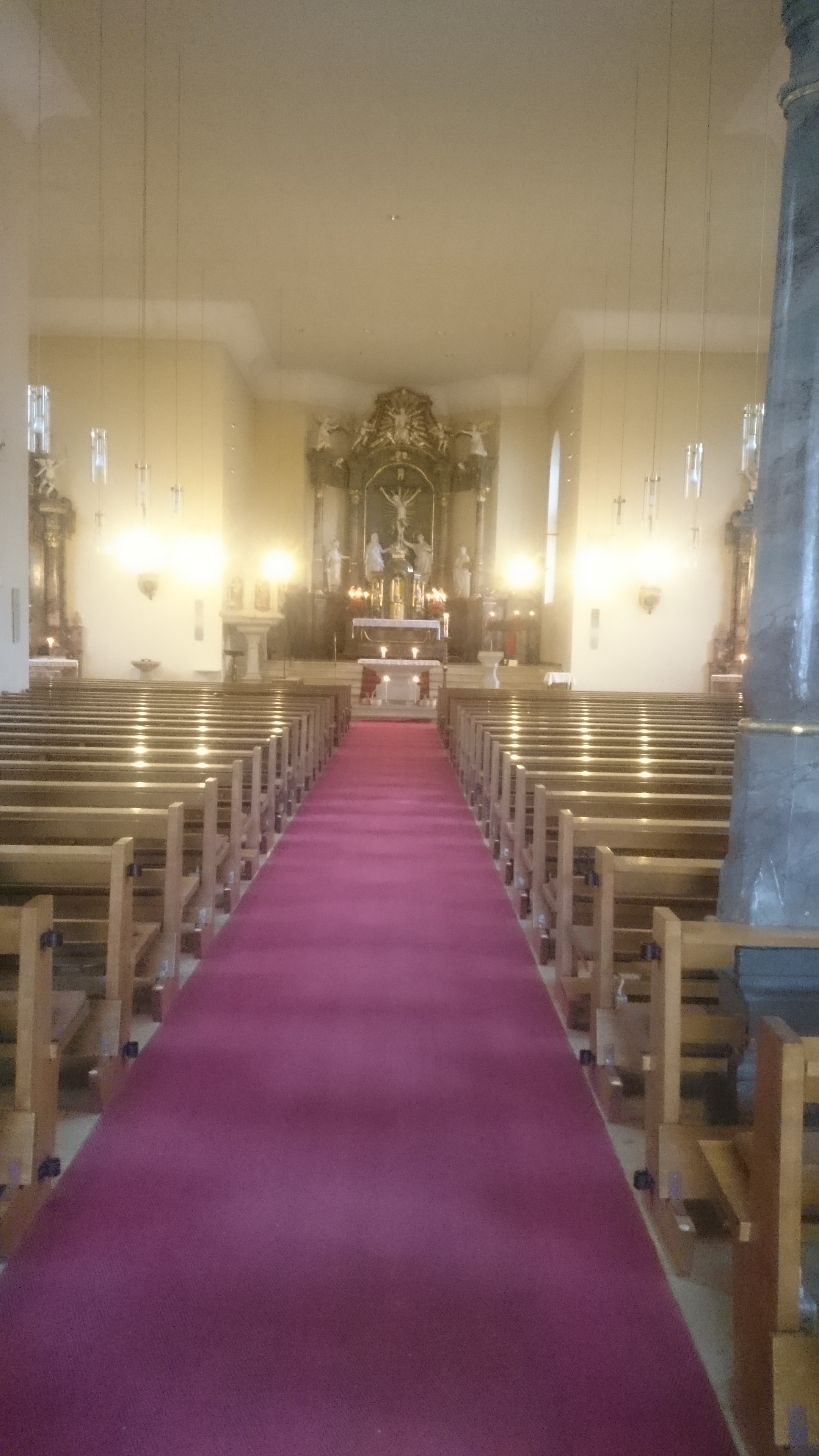
Innenansicht der Pfarrkirche St. Martin in Oberlauda

Die in barockem Baustil errichtete Kirche bietet im Kirchengestühl seit 1958 Platz für etwa 450 Kirchenbesucher.
Die Kirche hat einen 29 m hohen Turm und wurde auch nach 1793 noch baulich erweitert, wie in den Jahren 1913 bis 1914 sowie von 1957 bis 1958. Kirchenrenovierungen gab es in den Jahren 1973 bis 1982 und 1991 bis 1994.

## Ausstattung
Das Orgelgehäuse von dem bekannten fränkischen Orgelbaumeister Johann Philipp Seuffert aus dem Jahre 1751 beinhaltet eine aus dem Jahr 1905 stammende Orgel von Wilhelm Schwarz & Sohn aus Überlingen. Der sich im Mittelpunkt der Kirche befindende Hochaltar wurde von dem Bildhauer Zacharias Vombach aus Marktheidenfeld geschaffen. Zudem verfügt die Kirche über einen Volksaltar aus dem Jahre 1978.
Am Hochaltar des südlichen Seitenaltars befinden sich eine Madonna mit Sternenkranz, am nördlichen Seitenausgang eine Darstellung der Maria Königin und eine Pietà. Ein Gemälde zeigt die Aufnahme Mariens in den Himmel. Die Kirche verfügt über eine steinerne Renaissance-Kanzel mit einer Darstellung der vier Evangelisten. Die Statue des Kirchenpatrons Martin befindet sich vor der Kanzel.
Der Glockenturm der Kirche verfügt über fünf Glocken unterschiedlicher Größe. Zwei von ihnen stammen noch aus einer Vorgängerkirche. Alle fünf Glocken sind vollelektronisch mit der stadteigenen Turmuhr verbunden und läuten zu gottesdienstlichen und weiteren Anlässen.